# Liste der britischen Botschafter in Kolumbien
Dies ist eine Liste der britischen Botschafter in Kolumbien.
Die britische Botschaft befand sich 1970 seit an der Adresse Carrera 10, No. 19-65 in Bogotá, seit 2010 an der Adresse Carrera 9, No 76-49, Piso 8, Edificio ING Barings.

## Botschafter
| Ernennung Akkreditierung | Name                                | Bemerkungen                                                                       | ernannt von                                                   | akkreditiert bei der Regierung | Posten verlassen   |
| ------------------------ | ----------------------------------- | --------------------------------------------------------------------------------- | ------------------------------------------------------------- | ------------------------------ | ------------------ |
| 1825                     | John Potter Hamilton                |                                                                                   | Robert Banks Jenkinson, 2. Earl of Liverpool                  | Simón Bolívar                  |                    |
| 1826                     | Patrick Campbell                    |                                                                                   | Robert Banks Jenkinson, 2. Earl of Liverpool                  | Simón Bolívar                  |                    |
| 1825                     | James Henderson                     | Erster General-Konsul in Bogota                                                   | Arthur Wellesley, 1. Herzog von Wellington                    | Simón Bolívar                  | 26. September 1829 |
| 1826                     | Alexander Cockburn                  | Envoy Extraordinary und Minister Plenipotentiary                                  | Robert Banks Jenkinson, 2. Earl of Liverpool                  | Simón Bolívar                  | 1829               |
| 1829                     | William Turner                      | bis 1837 Envoy Extraordinary dann Envoy Extraordinary und Minster Plenipotentiary | Arthur Wellesley, 1. Herzog von Wellington                    | Simón Bolívar                  | 1838               |
| 1838                     | William Pitt Adams                  | Geschäftsträger in der Republik Neugranada                                        | William Lamb, 2. Viscount Melbourne                           | José Ignacio de Márquez        | 1842               |
| 1841                     | Robert Steuart                      | Geschäftsträger in der Republik Neugranada                                        | Robert Peel                                                   | Domingo Caycedo                | 1843               |
| 1843                     | Daniel Florence O’Leary             | Geschäftsträger in der Republik Neugranada                                        | Robert Peel                                                   | Domingo Caycedo                | 1854               |
| 1866                     | Robert Bunch                        | bis 1873 Geschäftsträger und Generalkonsul dann Minister Resident                 | Edward Geoffrey Smith Stanley, 14. Earl of Derby              | José María Rojas Garrido       | 1878               |
| 1878                     | Charles Edward Mansfield            | Minister Resident und Generalkonsul                                               | Benjamin Disraeli                                             | Julián Trujillo Largacha       | 1881               |
| 1881                     | Augustus Henry Mounsey              | Minister Resident und Generalkonsul                                               | William Ewart Gladstone                                       | Rafael Núñez                   | 1882               |
| 1882                     | James Plaister Harriss-Gastrell     | Minister Resident und Generalkonsul                                               | William Ewart Gladstone                                       | Francisco Javier Zaldúa        | 1884               |
| 1884                     | Frederick Robert St John            | Minister Resident und Generalkonsul                                               | William Ewart Gladstone                                       | Ezequiel Hurtado               | 1884 Dezember      |
| 1885                     | William John Dickson                | Minister Resident und Generalkonsul                                               | Robert Arthur Talbot Gascoyne-Cecil, 3. Marquess of Salisbury | Ezequiel Hurtado               |                    |
| 1898                     | Charles Bean Euan-Smith             | Minister Resident und Generalkonsul                                               | Robert Arthur Talbot Gascoyne-Cecil, 3. Marquess of Salisbury | Manuel Antonio Sanclemente     | 1898 November      |
| 1898                     | George Earle Welby                  | Minister Resident und Generalkonsul                                               | Robert Arthur Talbot Gascoyne-Cecil, 3. Marquess of Salisbury | Manuel Antonio Sanclemente     | 1906               |
| 1906                     | Francis William Stronge             | Minister Resident und Generalkonsul                                               | Henry Campbell-Bannerman                                      | Rafael Reyes                   | 1911               |
| 1911                     | Percy Charles Hugh Wyndham          | Envoy Extraordinary und Minister Plenipotentiary                                  | Herbert Henry Asquith                                         | Carlos Eugenio Restrepo        | 1919               |
| 1919                     | Herbert Hervey                      | Envoy Extraordinary und Minister Plenipotentiary                                  | David Lloyd George                                            | Marco Fidel Suárez             | 1923               |
| 1923                     | William Seeds                       | Envoy Extraordinary und Minister Plenipotentiary                                  | Stanley Baldwin                                               | Pedro Nel Ospina               | 1926               |
| 1926                     | Edmund Monson                       | Envoy Extraordinary und Minister Plenipotentiary                                  | Ramsay MacDonald                                              | Miguel Abadía Méndez           | 1930               |
| 1930                     | Spencer Stuart Dickson              | Envoy Extraordinary und Minister Plenipotentiary                                  | Ramsay MacDonald                                              | Enrique Olaya Herrera          | 1936               |
| 1936                     | Montague Bentley Talbot Paske Smith | Envoy Extraordinary und Minister Plenipotentiary                                  | Stanley Baldwin                                               | Alfonso López Pumarejo         |                    |
| 1945                     | Philip Mainwaring Broadmead         | Aufwertung zur Botschaft                                                          | Winston Churchill                                             | Alberto Lleras Camargo         | 1947               |
| 1947                     | Gilbert MacKereth                   |                                                                                   | Winston Churchill                                             | Mariano Ospina Pérez           | 1953               |
| 1953                     | Reginald Keith Jopson               |                                                                                   | Winston Churchill                                             | Gustavo Rojas Pinilla          | 1956               |
| 1956                     | Edgar James Joint                   |                                                                                   | Anthony Eden                                                  | Gustavo Rojas Pinilla          | 1960               |
| 1960                     | Alfred Stanley Fordham              |                                                                                   | Harold Macmillan                                              | Alberto Lleras Camargo         | 1964               |
| 1964                     | George Edgar Vaughan                |                                                                                   | Harold Wilson                                                 | Guillermo León Valencia        | 1966               |
| 1966                     | William Hilary Young                |                                                                                   | Harold Wilson                                                 | Carlos Lleras Restrepo         | 1970               |
| 1970                     | Thomas Edward Rogers                |                                                                                   | Edward Heath                                                  | Misael Pastrana Borrero        | 1973               |
| 1973                     | Geoffrey Allan Crossley             |                                                                                   | Edward Heath                                                  | Misael Pastrana Borrero        | 1977               |
| 1987                     | Richard Alvin Neilson               |                                                                                   | Margaret Thatcher                                             | Virgilio Barco Vargas          | 1990               |
| 1990                     | Keith Elliott Hedley Morris         |                                                                                   | John Major                                                    | César Gaviria Trujillo         | 1994               |
| 1994                     | Arthur Leycester Scott Coltman      |                                                                                   | John Major                                                    | Ernesto Samper Pizano          | 1998               |
| 1998                     | Jeremy Thorp                        |                                                                                   | Tony Blair                                                    | Andrés Pastrana Arango         | 2001               |
| 2001                     | Thomas Joseph Duggin                |                                                                                   | Tony Blair                                                    | Andrés Pastrana Arango         | 2004               |
| 2004                     | Haydon Boyd Warren-Gash             |                                                                                   | Tony Blair                                                    | Álvaro Uribe Vélez             | 2008               |
| 2008                     | John Anthony Dew                    |                                                                                   | Gordon Brown                                                  | Álvaro Uribe Vélez             |                    |